# Pseudolognatha
Pseudolognatha es un género de escarabajos  de la familia Chrysomelidae. En 1903 Jacoby describió el género. Contiene las siguientes especies:
- Pseudolognatha immaculata (Jacoby, 1899)
- Pseudolognatha salisburiensis Jacoby, 1903
- Pseudolognatha thoracica (Weise, 1903)